# Santibáñez el Bajo
Santibáñez el Bajo es un municipio español, en la provincia de Cáceres, Comunidad Autónoma de Extremadura.

## Toponimia
El nombre "Santibáñez" tiene su origen en "Sancti Ihoannes" o "San Juan". La calificación de "el Bajo" se agregó posteriormente para diferenciar a este pueblo de Santibáñez el Alto, al cual se le puso "el Alto" por situarse en la cima de una montaña de la sierra de Gata.

## Historia

### Prehistoria
La Mancomunidad Integral de Trasierra-Tierras de Granadilla ha sido poblada desde la prehistoria por diversos pueblos, siendo los primeros de los que se tiene constancia los celtíberos y los vetones. En el término municipal, concretamente en la dehesa y en el paraje de Cabeza Jerrero, se han hallado depósitos líticos y cerámicos de la época. Además, se han encontrado enterramientos tumulares en los parajes de Huerta de la Jerrumbre y Los Corrales, y también industrias de la misma época en covachas de terrenos de granito, principalmente en los alrededores del río Alagón y la rivera del Bronco.
En 2003, en el paraje llamado El Castillejo, el cual se halla en el límite municipal con Ahigal, apareció una estela funeraria decorada con dos figuras humanas de la Edad de Bronce de 91 cm de largo y 50 cm de altura. También aparecieron en el mismo lugar trozos de cerámica.

### Época romana y visigoda
La invasión romana dio lugar a varios poblamientos en el término, como Arrocetuna, Cabeza del Moro, Los Lozanos, Pozo de la Piedra y Vegas de la Caneta. Los restos romanos abundan y están bien conservados, al situarse Santibáñez cerca de Cáparra y por tanto de la Vía de la Plata.
En el término se halla el poblado visigodo de Los Corrales, donde se han encontrado varios restos de la época.

### Reconquista
El territorio del actual Santibáñez fue invadido militarmente por los moros en 711. En 1212 fue reconquistado por el Reino de León al mando del rey Alfonso IX. La zona estuvo despoblada durante la Reconquista. La repoblación comenzó en el vecino Reino de Castilla con la reconquista de Plasencia por Alfonso VIII.
Desde finales del siglo XII y a lo largo del siglo XIII, se inició la repoblación de las tierras actualmente extremeñas del Reino de León. El pueblo de Santibáñez el Bajo fue repoblado, en el siglo XIII, por asturleoneses.

### Edad Contemporánea
A la caída del Antiguo Régimen la localidad se constituye en municipio constitucional en la región de Extremadura, Partido Judicial de Granadilla, entonces conocido como Santivañez el Bajo que en el censo de 1842 contaba con 220 hogares y 1260 vecinos.

## Demografía
Santibáñez el Bajo cuenta con una población de 710 habitantes (INE 2024).
| Gráfica de evolución demográfica de Santibáñez el Bajo entre 1842 y 2021                                            |
| |
| Población de derecho según los censos de población del INE Población de hecho según los censos de población del INE |

| 1034                                              | 994 | 947 | 922 | 891 | 863 | 834 | 829 | 829 | 823 | 811 | 797 | 751 | 757 | 738 | 767 | 761 | 763 | 756 | 741 | 748 | 734 | 721 |
| (Fuente: Instituto de Estadística de Extremadura) |     |     |     |     |     |     |     |     |     |     |     |     |     |     |     |     |     |     |     |     |     |     |

## Personas destacadas
- Dalmacio Iglesias (1879-1933), abogado, jurista y político.